# Természeti Erőforrások Védelmi Szolgálata
A Természeti Erőforrások Védelmi Szolgálata (angolul Natural Resources Conservation Service (NRCS)), korábbi elnevezése Termőföld Védelmi Szolgálat (angolul Soil Conservation Service (SCS)) az Egyesült Államok Mezőgazdasági Minisztériumának szakszolgálata. Feladata a farmerek, más magántulajdonosok és intézők munkájának technikai támogatása.
A szolgálat nevét 1994-ben, Bill Clinton idején változtatták meg, hogy jobban megfeleljen az ellátott feladatnak. Ez amerikai méreteket tekintve egy kicsi szolgálat kb. 12 000 alkalmazottal. Feladata a magántulajdonban lévő természeti erőforrások fejlesztése, védelme és megóvása az állam és a helyi szervek együttműködő partneri kapcsolatának támogatásával. Bár elsődleges feladata a mezőgazdasági területek fejlesztése, jelentős technikai együttműködésben vesz részt a termőföld megőrzésével, minősítésével és a vízminőség védelmével kapcsolatos munkákban is.

## A PLANTS adatbázis
A Természeti Erőforrások Védelmi Szolgálata üzemelteti a PLANTS (magyarul Növények) adatbázist.
A PLANTS adatbázis az Egyesült Államok és annak területein honos szövetes növényekről, mocsári növényekről, májmohákról, becősmohákról és zuzmókról szolgáltat szabványosított információkat. Tartalmazza azok nevét, tudományos nevét, rövidített (katalógus) nevét, leírását, elterjedési területét, kivonatos fajtaleírását, jellemzőit, képét, különböző referenciákat és webkapcsolatokat. Ezek az információk elsősorban az Egyesült Államok és annak területeinek környezetvédelmével kapcsolatosak, de segítik az akadémiai kutatásokat és az oktatást is.